# O Un-son
O Un-son (korejsky 오은선, * 2. listopadu 1966) je jihokorejská horolezkyně, která se v roce 2010 měla stát dvacátým čtvrtým člověkem, čtvrtým občanem Jižní Koreje a první ženou, které by se podařilo vystoupit na všech 14 osmitisícovek. O 14 vrcholů se pokusila během 12 let a devíti měsíců. Její výstup na Kančendžengu z roku 2009 byl lezeckou komunitou zpochybněn, po letech s přiznáním samotné horolezkyně definitivně vymazán ze záznamů. Někteří horolezci také její styl výstupů nepovažují za plnohodnotný, protože na dvou horách použila umělý kyslík a lezla vždy s velkou skupinou Šerpů. Dosáhla také nejvyšších vrcholů všech sedmi kontinentů. Předtím, než se stala horolezkyní, absolvovala univerzitu v Suwonu.

## Úspěšné výstupy na osmitisícovky
- 1997 Gašerbrum II (8035 m)
- 2004 Mount Everest (8849 m)
- 2006 Šiša Pangma (8013 m)
- 2007 Čo Oju (8201 m)
- 2007 K2 (8611 m)
- 2008 Makalu (8465 m)
- 2008 Lhoce (8516 m)
- 2008 Broad Peak (8047 m)
- 2008 Manáslu (8163 m)
- 2009 Kančendženga (8586 m)- vrchol nedosažen
- 2009 Dhaulágirí (8167 m)
- 2009 Nanga Parbat (8125 m)
- 2009 Gašerbrum I (8068 m)
- 2010 Annapurna (8091 m)

## Výstupy na nejvyšší hory kontinentů
- 1996 Mont Blanc (4808 m)
- 2002 Elbrus (5642 m)
- 2003 Denali (6190 m)
- 2004 Aconcagua (6961 m)
- 2004 Mount Kosciuszko (2228 m)
- 2004 Kilimandžáro (5895 m)
- 2004 Vinson Massif (4892 m)
- 2004 Mount Everest (8849 m)
- 2006 Puncak Jaya (4884 m)